# Robertia
Robertia is een monotypisch geslacht van uitgestorven Therapsida of zoogdierachtige reptielen. De enige soort Robertia broomiana was slechts 20 centimeter lang en een planteneter, maar at misschien ook insecten. Hij had twee grote snijtanden en een snavel van hoorn. Verder was de bek tandeloos. Net als zijn verwanten Diictodon en Cistecephalus, groef hij misschien holen. Het was een tamelijk primitieve Dicynodont en leefde van het Capitanien tot in het Wuchiapingien in Zuid-Afrika in de Tapinocephalus Assemblage Zone. Zoals de naam al zegt leefden daar ook grote Dinocephalia zoals Tapinocephalus.